# Lijst van voetbalinterlands Andorra - Luxemburg (vrouwen)
Deze lijst van voetbalinterlands is een overzicht van alle officiële voetbalinterlands tussen de nationale vrouwenteams van Andorra en Luxemburg. De landen hebben tot nu toe drie keer tegen elkaar gespeeld.

## Wedstrijden
| № | Plaats           | Datum            | Competitie                  | Wedstrijd           | Uitslag |
| - | ---------------- | ---------------- | --------------------------- | ------------------- | ------- |
| 1 | Gibraltar        | 2 juli 2014      | UEFA Development Tournament | Andorra − Luxemburg | 0 − 4   |
| 2 | Andorra la Vella | 10 november 2018 | Vrienschappelijk            | Andorra − Luxemburg | 0 − 2   |
| 3 | Bettembourg      | 24 juni 2019     | Vrienschappelijk            | Luxemburg − Andorra | 2 − 1   |

## Samenvatting
| Competitie                  | Totaal gespeeld | Winst Andorra | Gelijk | Winst Luxemburg | Doelsaldo Andorra – Luxemburg |
| --------------------------- | --------------- | ------------- | ------ | --------------- | ----------------------------- |
| UEFA Development Tournament | 1               | 0             | 0      | 1               | 0 − 4                         |
| Vriendschappelijk           | 2               | 0             | 0      | 2               | 1 − 4                         |
| Totaal                      | 3               | 0             | 0      | 3               | 1 − 8                         |

FAF · A-internationals · Andorrees mannenelftal
2014 – 2019 · 2020 – 2029
Faeröer ·
Georgië ·
Gibraltar ·
Griekenland ·
Israël ·
Letland ·
Liechtenstein ·
Litouwen ·
Luxemburg ·
Malta ·
Moldavië ·
Montenegro ·
Saoedi-Arabië ·
Tahiti